# Білоцерківський військовий шпиталь
Білоцерківський військовий шпиталь — установа охорони здоров'я Міністерства оборони України у Білій Церкві, є вагомим структурним підрозділом військової медицини, одним з найважливіших військово-медичних закладів України в загальнодержавній системі військових шпиталів-госпіталів. Є багатопрофільним клінічним, лікувально-діагностичним та науковим центром в якому лікуються військовослужбовці, ветерани Збройних Сил України, та всі охочі цивільні пацієнти.
У шпиталі служать та працюють 102 медичних працівників, в тому числі 37 лікарів (вищої категорії — 9, першої категорії — 18, другої категорії — 4).

## Історія
762-й військовий шпиталь сформовано 20 липня 1941 року на базі трьох військових санаторіїв: Святошинського, Моршинського, Ворохтинського.
У період Другої світової війни шпиталь перебував як «терапевтичний», «хірургічний» евакошпиталь у складі Південно-Західного, 1 Білоруського фронтів.
З 1945 року передислокований в м. Біла Церква і розгорнутий як «гарнізонний шпиталь». В різні періоди утримувався за штатами 300, 200, 100 ліжок.
762-й військовий шпиталь на 100 ліжок з серпня 2007 року увійшов до складу Військово-медичного клінічного центру Центрального регіону.

## Структура військового шпиталю
На базі Білоцерківського військового шпиталю надають медичну допомогу наступні відділення:
- приймальне відділення;
- хірургічне відділення (з палатами гнійної хірургії) на 35 ліжок;
- відділення анестезіології, реанімації та інтенсивної терапії;
- терапевтичне відділення (з палатами для неврологічних та дерматовенерологічних хвороб) на 45 ліжок;
- інфекційне відділення на 20 ліжок;
- лабораторне відділення;
- відділення променевої діагностики;
- фізіотерапевтичний кабінет;
- поліклініка[1].

## Діяльність в умовах воєнного стану
Під час надзвичайного чи воєнного стану в державі шпиталь працює в спеціальному режимі діяльності, передбаченому чинним законодавством України. В разі реальних військових дій з задіянням військовослужбовців Міністерства оборони України, шпиталь вповноважений на розгортання необхідної кількості польових військових шпиталів, спільно з органами з питань надзвичайних ситуацій та Збройними силами України в районах бойових дій.

## Військово-лікарська комісія
При військовому шпиталі діє військово-лікарська комісія, на яку покладено повноваження експертного визначення медичної та психологічної придатності особи до проходження військової служби в мирних та військових умовах, а також експертне визначення втрати здоров'я внаслідок бойових дій або проходження військової служби в мирний час і встановленні відповідної групи інвалідності учаснику бойових дій, експертне визначення зв'язку смерті/загибелі військовослужбовця з вогнестрільним пораненням при захисті Батьківщини. Рішення військово-лікарських комісій є підставою для отримання статусу члена родини загиблого військовослужбовця.